# Adoration (pel·lícula de 2019)
Adoration és una pel·lícula de thriller belga-francesa del 2019 dirigida per Fabrice Du Welz i protagonitzada per Thomas Gioria, Benoît Poelvoorde i Fantine Harduin. Va ser escrita per Du Welz amb Vincent Tavier i Romain Protat. La pel·lícula es va estrenar al 72è Festival Internacional de Cinema de Locarno.
Va rebre el Premi André Cavens a la millor pel·lícula atorgat per la Unió de la Crítica de Cinema (UCC). Als 11ns Premis Magritte, Adoration  va rebre sis nominacions, incloent el Millor pel·lícula i el Millor guió per Du Welz.

## Argument
En Paul, de 12 anys, un nen solitari, coneix la Gloria, una adolescent esquizofrènica d'uns 15 anys, una nova pacient a la clínica psiquiàtrica on treballa la seva mare. Enamorat bojament d'aquesta adolescent problemàtica i solitària, Paul, creient que Glòria està en perill i contràriament a les advertències dels adults, l'ajuda a escapar de la clínica i fuig amb ella, lluny del món dels adults...

## Repartiment
- Thomas Gioria com a Paul
- Benoît Poelvoorde com a Hinkel
- Fantine Harduin com a Gloria
- Anaël Snoek com a Simone
- Gwendolyn Gourvenec com a Doctor Loisel
- Peter Van Den Begin com Oscar Batts
- Laurent Lucas com a oncle de la Gloria
- Martha Canga Antonio com a Jeanne
- Sandor Funtek com a Lucien

## Recepció crítica
La pel·lícula ha rebut crítiques positives i té una puntuació d'aprovació del 93 % a Rotten Tomatoes, amb una mitjana puntuació de 7.1/10 basada en 15 ressenyes. El portal francès Allociné li atorga una puntuació mitjana de 3,2/5.
Thomas Baurez de la revista Première compara Adoration amb les pel·lícules Le Fils du requin (1994), Les Diables (2002) i Alléluia (2014).
L'Obs va apreciar molt la pel·lícula: 
| « | En el que podria haver estat un conte com "Hansel i Gretel", el cineasta interposa moments de poesia i moments de pura foscor. Transforma la història en una obra surrealista i fascinant. | » |

En canvi, Libération no la va apreciar gaire: 
| « | Certament, parlant d'imatges, la principal qualitat de la pel·lícula és la seva fotografia en 35 mm, amb uns efectes de llum preciosos i una paleta de colors harmoniosa (tot i que el simbolisme del vermell, la passió i la sang, és clar, acaba pesant molt). Però quan això és tot el que queda per defensar d'una pel·lícula, és un mal senyal. Sobretot perquè, posat al servei d'un material tan prim, aquest plàstic apareix ràpidament com un obstacle addicional a la frescor i la salvatgisme dels quals Adoration vol elogiar, mentre queden sufocats sota un munt de llocs comuns. | » |

### Reconeixements
| Premi / Festival                                            | Categoria                                     | Receptors i nominats            | Resultat  |
| ----------------------------------------------------------- | --------------------------------------------- | ------------------------------- | --------- |
| Unió de la Crítica de Cinema                                | Millor pel·lícula                             |                                 | Guanyador |
| Festival de Cinema de Locarno                               | Premi Variety Piazza Grande                   |                                 | Nominat   |
| Premis Magritte                                             | Millor pel·lícula                             |                                 | Nominat   |
| Premis Magritte                                             | Millor director                               | Fabrice Du Welz                 | Nominat   |
| Premis Magritte                                             | Millor actor secundari                        | Benoît Poelvoorde               | Nominat   |
| Premis Magritte                                             | Actriu revelació                              | Fantine Harduin                 | Nominat   |
| Premis Magritte                                             | Millor fotografia                             | Manuel Dacosse                  | Nominat   |
| Premis Magritte                                             | Millor banda sonora original                  | Vincent Cahay                   | Guanyador |
| Premi Méliès                                                | Millor llargmetratge fantàstic europeu        |                                 | Nominat   |
| Festival Internacional del Nou Cinema de Montreal           | Millor pel·lícula                             |                                 | Nominat   |
| Festival Internacional de Cinema d'Odessa                   | Millor pel·lícula                             |                                 | Nominat   |
| Festival Internacional de Cinema d'Odessa                   | Millor director                               | Fabrice Du Welz                 | Guanyador |
| LII Festival Internacional de Cinema Fantàstic de Catalunya | Millor pel·lícula                             |                                 | Nominat   |
| LII Festival Internacional de Cinema Fantàstic de Catalunya | Millor fotografia                             | Manuel Dacosse                  | Guanyador |
| LII Festival Internacional de Cinema Fantàstic de Catalunya | Premi especial del Jurat                      | Fabrice Du Welz                 | Guanyador |
| LII Festival Internacional de Cinema Fantàstic de Catalunya | Premi Méliès d'argent al millor llargmetratge |                                 | Guanyador |
| LII Festival Internacional de Cinema Fantàstic de Catalunya | Menció especial                               | Thomas Gioria i Fantine Harduin | Guanyador |